# KT나스미디어
KT나스미디어(KT Nasmedia)는 대한민국의 디지털 마케팅 기업이다.